# 姜齊政變 (前860年)
薄姑之變，周夷王五年（公元前860年）在齐国發生的一場政變。叛黨殺死國君齊胡公後，同父異母幼弟山即位為齊獻公。由於周朝支持胡公，因此朝廷打算討伐並逼令獻公卸任但不果。獻公治國七八載，至其逝世。

## 歷史
周夷王三年（公元前862年），夷王召諸侯到國都。會上，齊哀公被鄰國紀侯舉報，致其被夷王烹殺。周朝之後立哀公異母弟姜靜為齊國新君，稱胡公。因其血統和晉爵之快，胡公的統治合法性招致猜忌、質疑，其中哀公同父母胞弟的姜山更是對他恨之入骨。
後世認為，胡公因感權力不穩且與家族不和，而決定遷都薄姑。舊都營丘的百姓感到憤怒，繼而支持姜山篡位。公元前860年，姜山發動政變，領導門客和百姓突襲，擊敗並弒殺胡公，奪取爵位，後稱為獻公。據後世記載，胡公是被齊國大夫騶馬繻淹死在薄姑附近的河流具水。
因胡公是朝廷所立之爵，是次政變令周朝和齊國關係緊張。包括白川靜、夏含夷、李峰在內的多名漢學家引述「五年師史簋」中的「羞追於齊」時認為，周朝在政變同年討伐齊國，試圖推翻獻公。但由於獻公治國有七或八年，李峰相信周朝的征伐失敗告終，甚至朝廷大軍可能被齊國士兵大敗。獻公鞏權後，於政變翌年驅逐胡公的所有兒子出國，又遷回舊都營丘並擴建，後易名臨淄。

## 後續
李峰認為是次政變標誌著周朝積弱和內亂之始。自周穆王駕崩後，天子不僅無法壓抑反周亂黨，更與曾是朝廷最堅固和忠誠的諸侯盟國爆發衝突。至於胡公和獻公的兄弟之爭未有在政變後結束。公元前816年，胡公之子們發動叛亂，獻公之孫厲公被殺死，但胡公兒子等皆戰死沙場。厲公之子、獻公曾孫文公繼位後處死殺厲公的所有人。歷經四十餘年，獻公一派最終勝出宮廷內亂。

## 爭議
由於各方對周夷王在位時間存在極大分歧，因此政變發生的時間未能有一共識，此處的公元年份乃參考李峰所撰之文章。另外，有學者不同意齊國曾經發生政變，認為「羞追於齊」所指的周朝征伐只是周和淮夷在齊國的戰爭，與齊哀公被烹殺一事無關。甚至外界對於《竹書紀年》所載是否可信亦具爭議。

## 其他文獻
- 李, 峰. . 中國圖書評論 (瀋陽). 2007, (12): 30.